# ガーナ王国

ガーナ王国

ガーナ王国の勢力範囲

ガーナ王国 (ガーナおうこく、Ghana) 、もしくはガーナ帝国（ガーナていこく）は、8世紀（1世紀頃とも）から11世紀（13世紀とも）にかけて、金と岩塩を隊商が運ぶサハラ交易の中継地として繁栄した黒人王国である。金や岩塩のほかにも、銅製品・馬・刀剣・衣服・装身具などの各種手工業製品の交易路を押さえ、その中継貿易の利で繁栄した。
ノク文化にはじまると考えられる西アフリカの鉄器時代前半のニジェール川流域周辺には、ニジェール＝コンゴ語族に属するマンデ人による kafu とよばれる政治的単位ないし小首長国が形成されていた。1つの kafu は、合計すると10000人–50000人の規模に達する村落の連合体であり、それぞれの kafu は、マンサ (mansa) と呼ばれる宗教的、世俗的権威を兼ね備えた王ないし首長によって支配されていた。ガーナ王国はそんな kafu のうち、マンデ人の北方のソニンケ語 (Sonink) を話す人々ソニンケ族の kafu の連合国家であった。

## 伝承と記録
トンブクトゥに伝わるマフムード・カアティの『探求者の歴史』の写本によると、ヒジュラ元年以前に20-36代続く白人（この場合アラブを含む）王朝があり、その後も21代続いたという伝承が収録されているが、同書は16世紀に作成されたものである。11世紀コルドバの歴史家、アブー・ウバイド・バクリーの著書『諸道と諸国の書』のガーナ王国に関する記載は比較的信頼できるとされている。これは、10世紀頃にサハラを越えて旅をした人々からの証言を集めたものである。
バクリーは、ガーナ王国について、「イスラム教徒にとって異教の国家であったが、彼の時代にイスラム教の影響を受け入れ始めた唯一の黒人国家である」としている。11世紀ごろのガーナ王国の首都は al-ghaba すなわち「森」と呼ばれた。王の住んでいる場所は、柵で仕切られ、特徴的な円錐状の屋根をもつ小屋が連なっていたという。バクリーはガーナ王国について次のように書いている。
ガーナ王国の王は、セネガル川上流のバンブク (Bambuk) を支配していた。直接、金鉱を掘るコミュニティを支配していたわけではないが、金鉱を掘るコミュニティとの接触を独占的に支配していた。また1050年頃、アウダゴストを占領して支配し中継貿易の利益をますます吸収していったが、その繁栄は、モロッコのムラービト朝の嫉視を浴びることとなった。

## 考古学的な調査成果

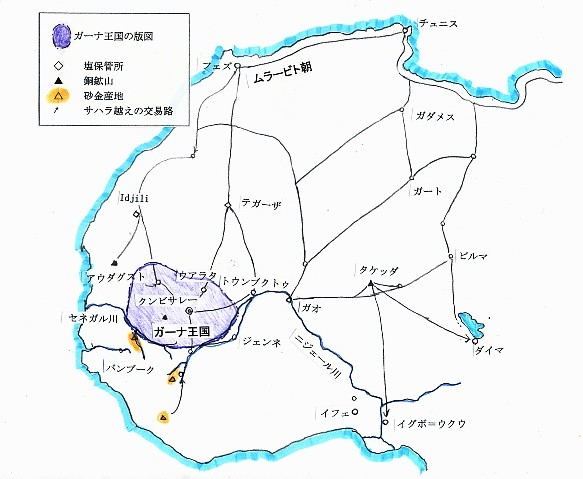
11世紀頃のガーナ王国とサハラ越えの交易路

ガーナ王国に関する考古学調査は、1949年から1951年にかけてフランス人、P.
テモセイ (Thomassey) とR.マウニー (Mauny) によって行われた、ガーナ王国の首都と考えられるモーリタニア南東部のティンペドラ＝ナラ街道沿いに位置するクンビー・サレーの調査が知られる。この調査成果は、1956年に発掘報告書として公刊されている。
バクリーは「クンビー・サレーはイスラムの町と6マイル離れた「王宮の町」で構成されている」と記述しているが、「王宮の町」については発見されていない。イスラムの町については、バクリーが記述するような集住的な石造りの建物が発見された。また北西部分には広大な墓地を伴い、アフリカでは初期の様式のモスクがあることが判明した。これらの建物は複数階の構造を持ち、地中海周辺で見られる様式のものであった。
出土した精製土器やガラス器は、北アフリカ・マグリブ地方から輸入されたものであった。クンビー・サレーの中央の通りとモスクから採取された有機物のサンプルから放射性炭素年代測定が行われ、13世紀初頭という値が得られ、11世紀後半（1076年）にモロッコのムラービト朝に滅ぼされてからも町自体は2世紀近く繁栄を続けていたことが判明した。
その後、セルジュ・ロベールによって、さらに下層の居住層の発掘調査が1975 - 76年に行われている。その調査成果は発表されていないが、予備調査の成果は、1972年に発表されている。この調査によって得られたサンプルで、6世紀から18世紀にわたる放射性炭素年代が得られており、現にクンビー・サレーがガーナ王国時代に繁栄していたことが証明された。

## 関連文献
- 私市正年『サハラが結ぶ南北交流』山川出版社〈世界史リブレット〉、2004年。
- 宮本正興; 松田素二 編『改訂新版 新書アフリカ史』講談社〈講談社現代新書（Kindle版）〉、2018年。